# 야나가와 노부유키

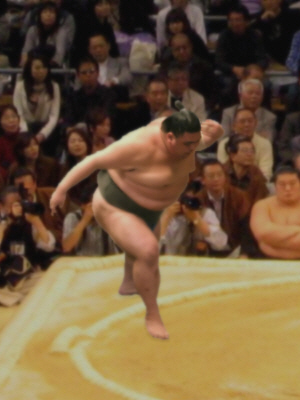
야나가와

야나가와 노부유키(柳川信行、1974년 1월 22일 ~ )는 일본 스모 선수.미호가세키베야 소속.키 179센티미터, 몸무게 189킬로그램.취미는 만화읽기와 파칭코.애칭은 예전 스모이름(마스츠요시=増健)으로‘조켄’또는‘마스켄’.성급한 성격.싫어하는 음식은 오이.
초등학교 4학년때 스모를 시작하고 코치시립 난카이중등학교 3학년때 중학요코즈나가 되다가 코치공업고등학교를 거쳐 명문 일본대학교에 진학했다.1995년 4학년때 학생요코즈나가 된 후 1996년 1월 프로 스모 선수로써 데뷔.1998년 1월 쥬료 상승.